# Clausule
La clausule (nom féminin provenant du latin clausula, de claudere, fermer) désigne le dernier membre d’une période oratoire.
Dans la religion catholique, le terme clausule désigne la modification d’une partie de l'Ave Maria lors de la méditation des différents mystères du Rosaire. À la fin de la première partie, il arrive que l'apposition « Jésus, le fruit de vos entrailles, est béni » soit modifiée, comme dans « Jésus, qui après avoir choisi ses disciples, prêcha aux hommes le Royaume de Dieu, est béni ». L'usage de clausules a été inventé par le chartreux Dominique de Prusse au début du XVe siècle.  
Dans la polyphonie médiévale (liturgique, à l'origine), la clausule est une forme musicale qui accompagne l'organum des XIIe et XIIIe siècles.

## Citations
- « Gustave Thibon [...] nous donne ici encore une leçon d’écriture à la Chamfort : rapprochement des contraires, dissimilation des synonymes, balancement de la phrase avec la foudre des clausules d’un Bossuet. » (Fabrice Hadjadj, Figaro littéraire, jeudi 19 octobre 2006.)

- « Le dernier effet de rupture est obtenu par une utilisation systématique de la clausule en fin de paragraphe et de séquence. Elle est définie dans l’Institution oratoire de Quintilien comme une conclusion qui frappe l'auditeur, et est décrite comme une structure rythmique dont la nature est d’arrêter l’élan de la phrase pour laisser à l’auditeur le temps de voir. » (Henriette Levillain, Commentaires des « Mémoires d'Hadrien » de Marguerite Yourcenar.)